# Sonchus laceratus
Sonchus laceratus, biljna vrsta iz porodice zvjezdanovki, raste jedino kao endem po strmim liticama na čileanskom otočju Desventuradas.
Grm; stabljika drvenasta, cvjetovi žuti.

## Sinonimi
- Dendroseris lacerata Hemsl.
- Rea lacerata Phil.; bazionim
- Thamnoseris lacerata F.Phil.
- Thamnoseris lobata I.M.Johnst.

## Vanjske poveznice
- GBIF

- S. laceratus